# 2e division d'infanterie marocaine
Ne pas confondre cette division avec la 2e division marocaine de la 1re Guerre mondiale.
Pour les articles homonymes, voir 2e division.
La 2e division d'infanterie marocaine (2e DIM) est une division française d'infanterie  de l'armée d'Afrique qui participe à la Seconde Guerre mondiale.
Formée au Maroc le 1er mai 1943, sous le commandement du général André Dody, à la suite de la libération de l'Afrique du Nord française, elle s'illustre particulièrement en Italie en 1944 au sein du Corps expéditionnaire français du général Juin, puis à la suite débarquement de Provence, sous les ordres du général Carpentier, lors de la libération de la France au sein de la 1re première armée française du général de Lattre de Tassigny.

## Création et différentes dénominations
- 1er mai 1943 : création de la 2e division d'infanterie marocaine
- 31 mars 1946 : dissolution

## Devise
- on ne passe pas

## Chefs de corps
- 21 avril 1943 - 18 septembre 1944 : général  Dody[1]
- 19 septembre 1944 - 15 avril 1945 : général Carpentier[1]
- 15 avril 1945 - 31 mars 1946 : général de Linarès[1]

## Composition
Débarquée en Italie en novembre 1943, ses effectifs étaient alors de 16 840 hommes dont environ 60 % de Maghrébins et 40 % d'Européens et de quelques Asiatiques provenant des 5e et 11e Compagnies du 1er Bataillon de Pionniers Indochinois.
Commandant de l’artillerie : général Poydenot.
Commandants de l’infanterie divisionnaire : Jean Callies (1943-1944), général Molle de juillet à septembre 1944 puis général Chappuis à partir d'octobre 1944.
- 4e Régiment de Tirailleurs Marocains
- 5e Régiment de Tirailleurs Marocains
- 8e Régiment de Tirailleurs Marocains, remplacé en février 1945 par le 151e régiment d'infanterie

Un régiment de tirailleurs nord-africains comporte un peu plus de 3 000 hommes (dont près de 500 officiers et sous-officiers) et 200 véhicules. La proportion de Maghrébins atteint 69 % pour le régiment, 74 % pour le bataillon, 79 % pour la compagnie de fusiliers-voltigeurs, 52 % pour la compagnie antichar et 36 % pour la compagnie de canons d'infanterie.
- 3e Régiment de Spahis Marocains

Les régiments de spahis et de chasseurs comprennent entre 900 et 1 000 hommes dont d'environ 15 % de Maghrébins chez les spahis et 25 % chez les chasseurs.
- 63e Régiment d'Artillerie d'Afrique
- DARR
- 41e groupe de forces terrestres antiaériennes

- 87e bataillon du génie
- 9e bataillon médical
- Prévôté

## Historique
Elle est dissoute le 31 mars 1946 et devient l'élément divisionnaire no 2.

## Décorations
La division a été citée 2 fois à l'ordre de l'Armée et tous ses régiments ont obtenu la fourragère récompensant au moins 2 citations à l'ordre de l'Armée.
Fourragère avec olive aux couleurs du ruban de la croix de guerre 1939-1945 (2-3 citations à l'ordre de l'Armée)
- 4e Régiment de Tirailleurs Marocains (3 citations)
- 5e Régiment de Tirailleurs Marocains (3 citations)
- 8e Régiment de Tirailleurs Marocains (3 citations)
- 3e Régiment de Spahis Marocains (2 citations)

## Citations militaires de la division
« Magnifique grande Unité, ardente et manœuvrière, qui, sous les ordres du général de division DODY, a remporté les plus brillants succès sur le front d'Italie, où elle a eu l'insigne honneur de porter, la première, les couleurs de la France. Engagée depuis deux mois dans un terrain de haute montagne âprement défendu, a réussi d”abord, par une série d'opérations locales, à se donner de l'air dans son secteur en s'emparant des hauteurs dominantes et des observatoires.
Le 12 janvier, a conquis d'un seul élan, par un effort soutenu de toutes ses unités, des positions-clés de l'ennemi, inﬂigeant à celui-ci des pertes sévères et
achevant de mettre hors de cause toute une division de montagne allemande. S”est maintenue sur ces positions en dépit de contre-attaques répétées de l'ennemi, facilitant ainsi le développement et le plein succès de la manœuvre du corps français. »
— Citation à l'ordre de l'Armée attribuée à la  2e DIM lors de la campagne d'Italie en 1944, ordre n° 096, le 25 mars 1944, général Giraud